# دوني ليا
دوني ليا (بالإنجليزية: Donny Lia)‏ هو سائق سباق أمريكي، ولد في 8 نوفمبر 1978 في أريحا في الولايات المتحدة.

## وصلات خارجية
- الموقع الرسمي
- دوني ليا على موقع Racing-Reference.info (الإنجليزية)